# Le Poët-en-Percip
Le Poët-en-Percip là một xã thuộc tỉnh Drôme trong vùng Auvergne-Rhône-Alpes ở đông nam nước Pháp. Xã Le Poët-en-Percip nằm ở khu vực có độ cao từ 791-1340 mét trên mực nước biển.